# Ассегай

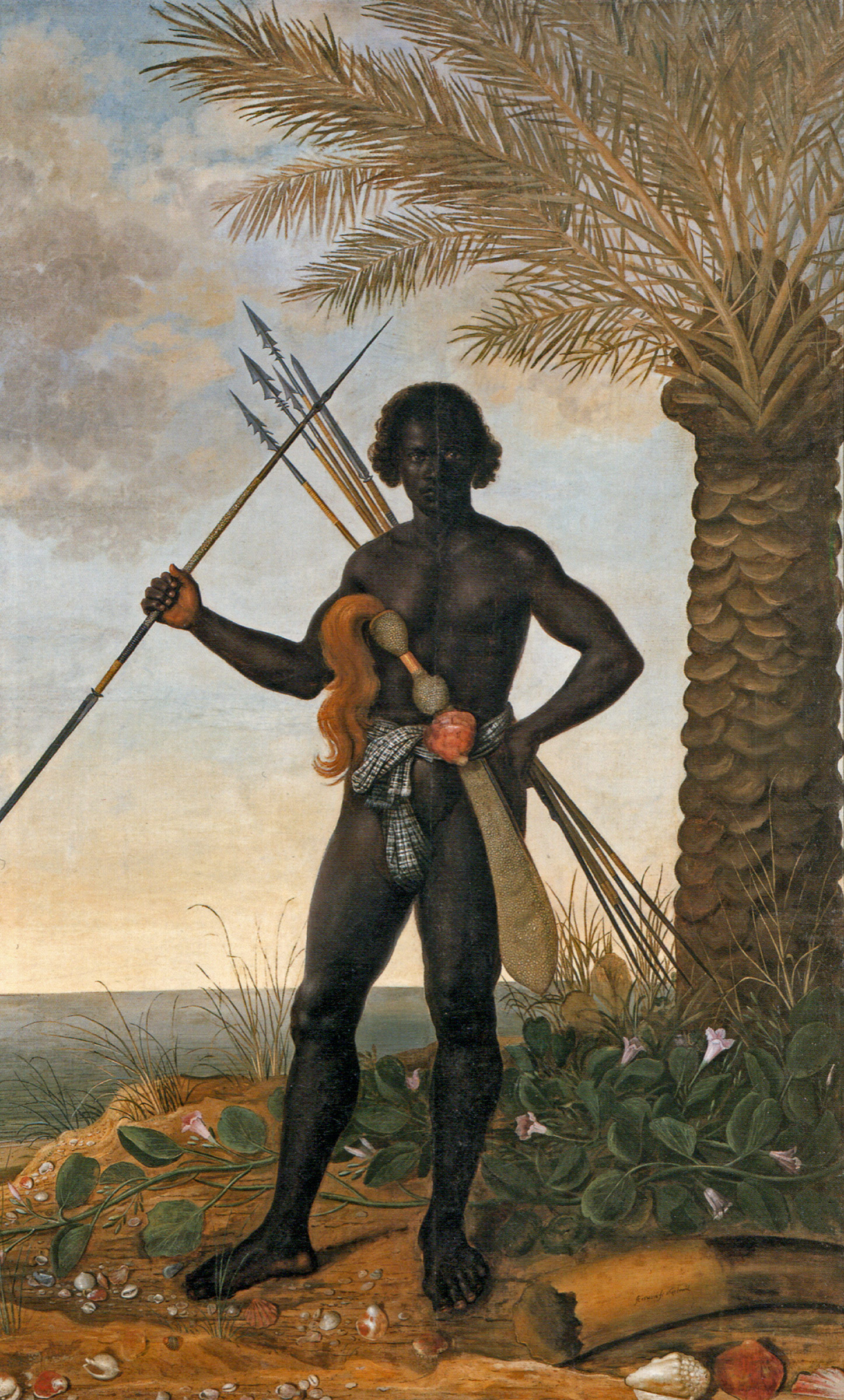

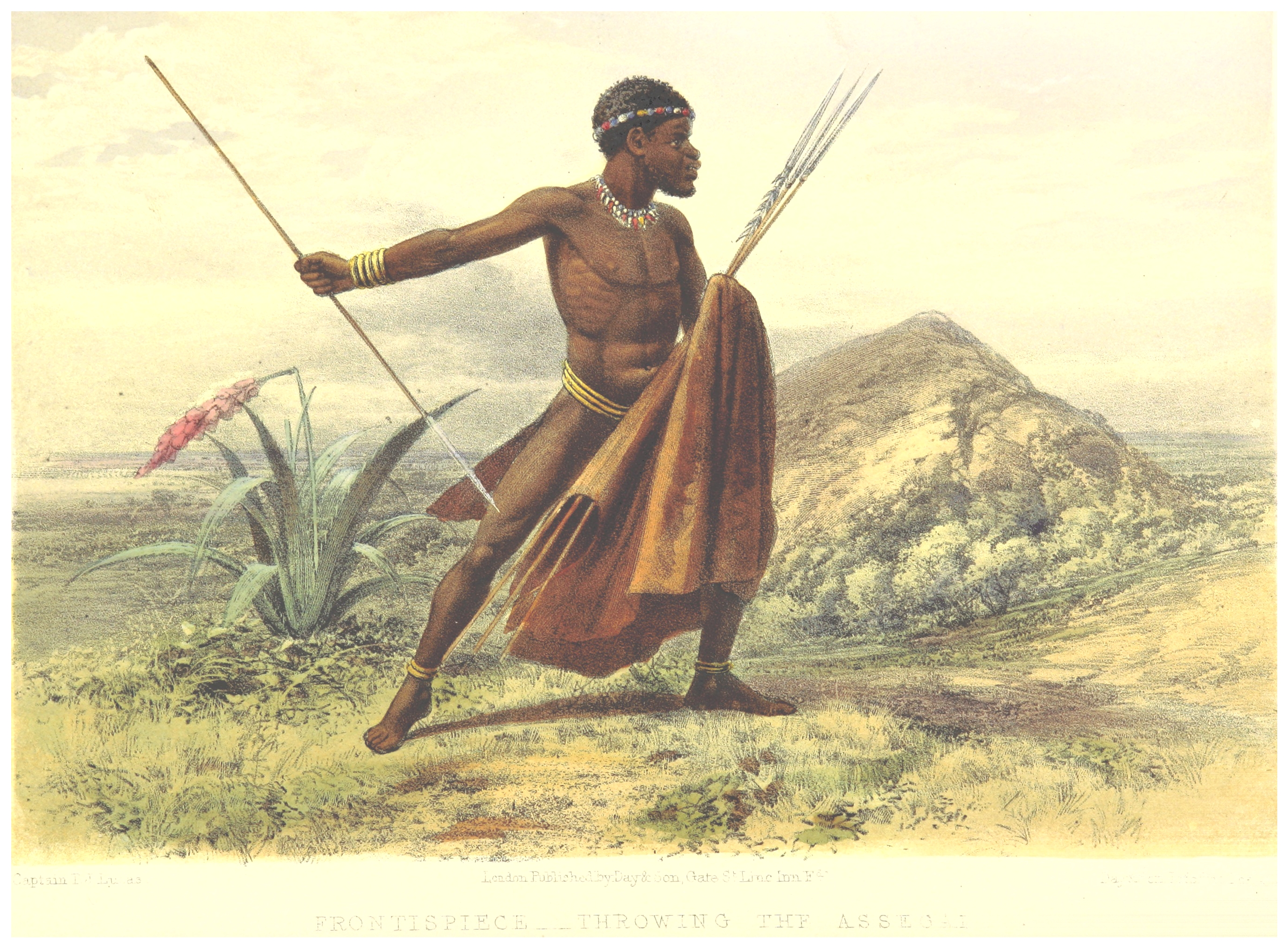
Воїн з ассегаєм

Ассегай — різновид списа, який використовували народи Південної та Південно-Східної Африки. Ассегай використовувався переважно як метальна зброя. На відміну від довгого варіанта, укорочений ассегай, який мав окрему назву - іклва, призначався виключно для рукопашного бою в строю.

## Назва
Слово «ассегай» прийшло з португальської мови (azagaia), в якей, в свою чергу, потрапило з арабської (аззага - спис). При цьому у народів, які використовували ассегай, це слово не застосовувалося.

## Історія
Традиційні довгі ассегаї та їм подібні списи носили в руках по кілька штук і використовували на полюванні та на війні зулуси, вони метали їх дуже влучно на значну відстань. Але, оскільки, після викидання копій у противника більше воювати було нічим, крім палиць, вождь Чака вважав, що це занадто марнотратно і запропонував варіант списа з коротким держаком, який використовували як меч чи кинджал, на додачу до двометрових списів. Тому, коли зулуси та їхні супротивники, залишавши один в одного списи, зближалися, утворювалася несподіванка. Це дало таку перевагу військам Чакі, що він зумів перемогти всіх противників і створити велике королівство, яке довго чинило опір колонізаторам. Нащадки Чакі навіть подумували про відмову в бою від довгих асегаїв взагалі, проте зіткнення з кіннотою бурів їх змусило обдумати це.

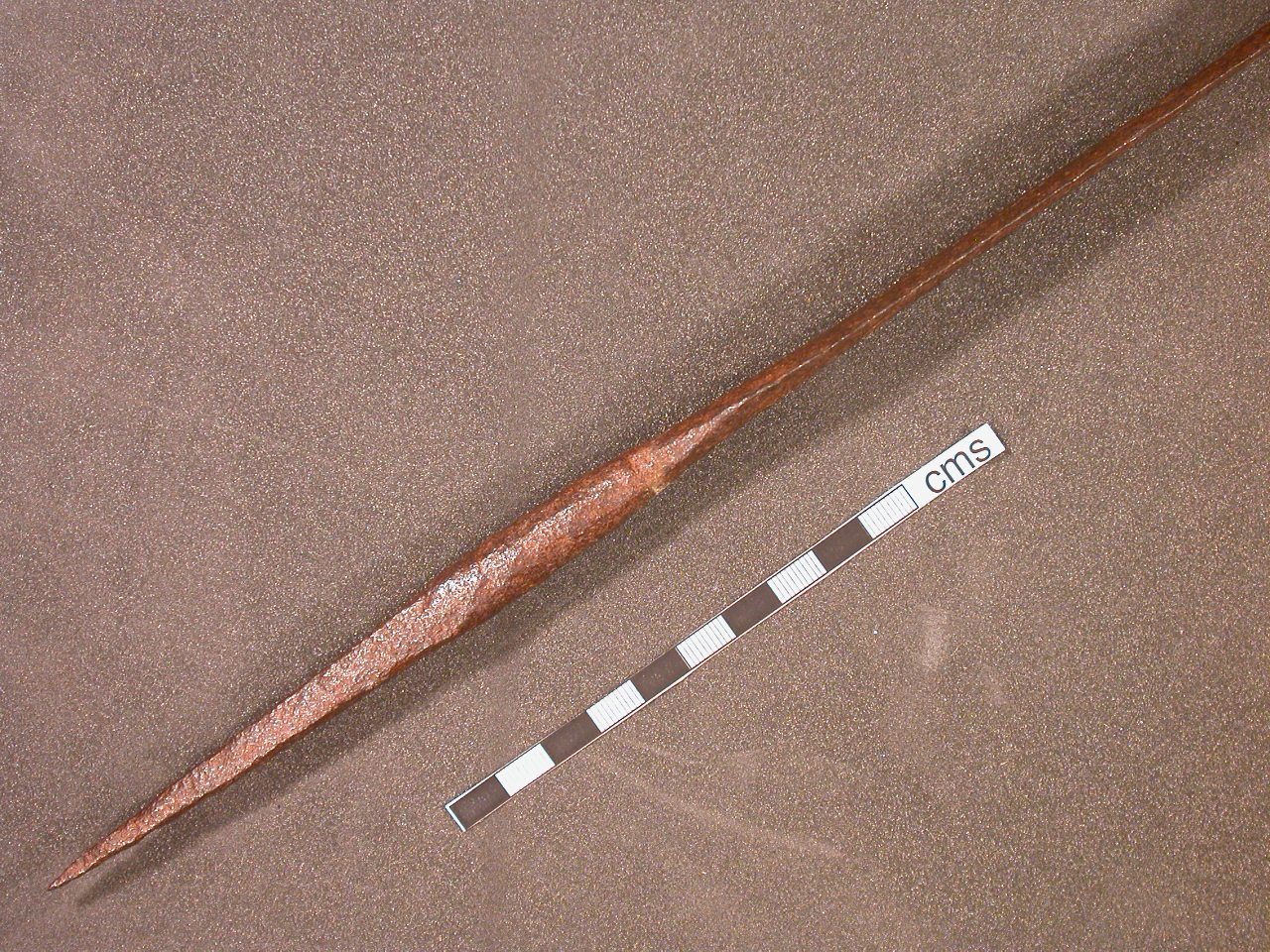
Ассегай

## Опис
Звичайна довжина асегаю — близько двох метрів. Довгий – до 30 см – наконечник робився із кованого заліза і, як правило, був листоподібним; інші форми використовувалися рідко. Наконечник приєднувався до держака черешковим способом, тобто встромлявся в держак спеціально викованим з одного кінця леза тонким черешком. Кінець держака обмотувався смугою із сирої коров'ячої шкіри, щоб запобігти розщепленню. У ряді випадків лезо ассегая було настільки довгим, що африканці використовували його як ніж (наприклад, при обробці туш худоби).

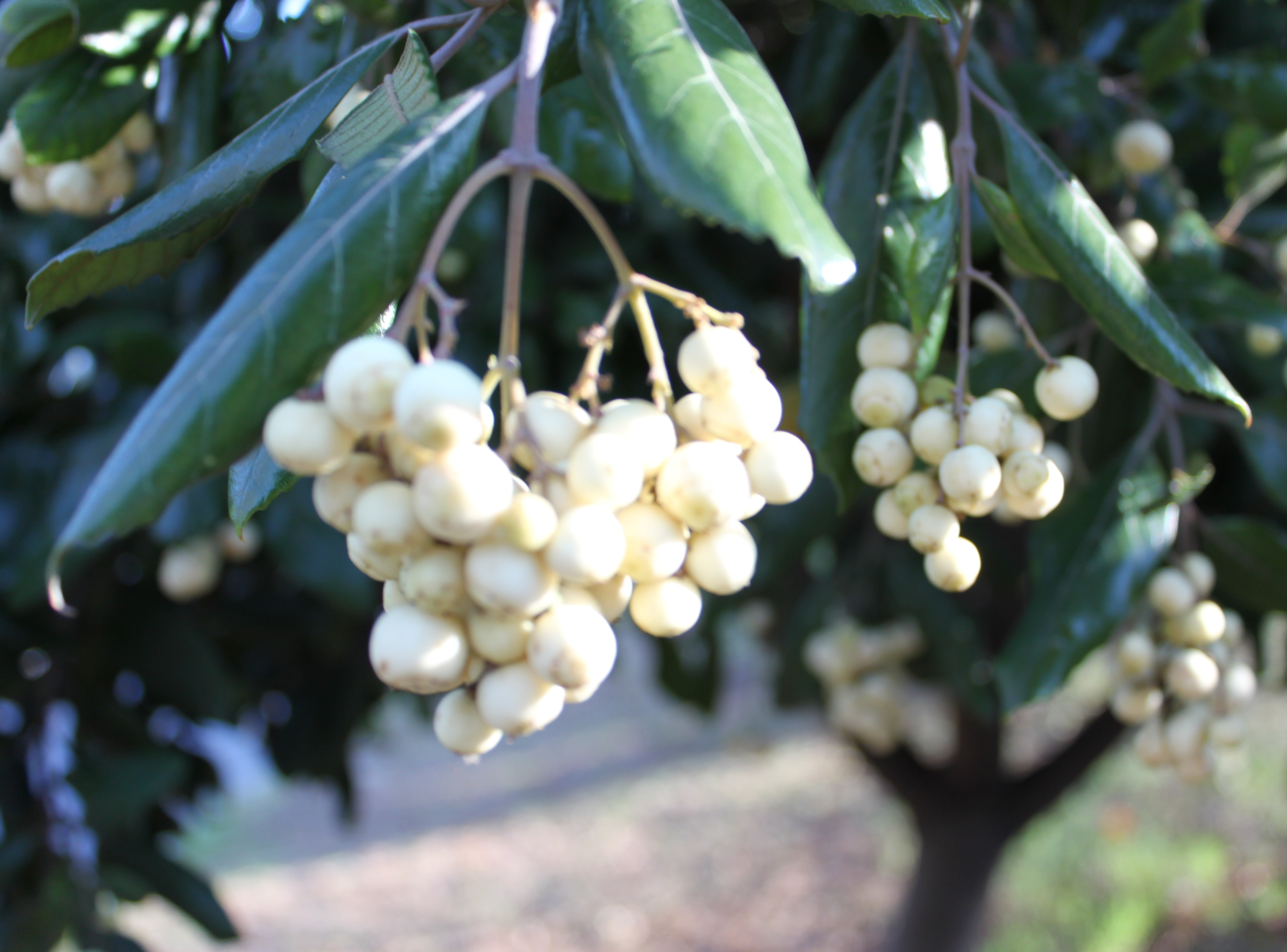
Ассегаєве дерево

Для виготовлення держака вибиралася міцна деревина. Найчастіше  -  дерево куртисія, яке тому отримало назву «ассегайового дерева». Його деревина була пружною, але еластичною, і навіть після обробки вогнем була схильна до згинання. Тому воїн безпосередньо перед метанням ассегаю зазвичай випрямляв його.

## Ассегай в культурі
Ассегаї багаторазово згадуються в пригодницьких творах авторів, які писали про Африку. Наприклад, у романі Томаса Майн Ріда «Юні мисливці» описано, як зулус за допомогою ассегая вбив левицю. Техніка метання ассегая викладена автором досить докладно у тексті.